# NGC 3041
NGC 3041是一个位于狮子座的中间棒旋星系，星系型態分類为SAB(rs)c，1784年3月23日由威廉·赫歇爾发现，距离地球约7700万光年。